# ویتنبرگ (ناحیه)
ویتنبرگ (به آلمانی: Landkreis Wittenberg) یک ناحیه در آلمان است که در زاکسن-آنهالت واقع شده‌است. ویتنبرگ ۱۴۴٬۹۷۲ نفر جمعیت دارد.

## نگارخانه

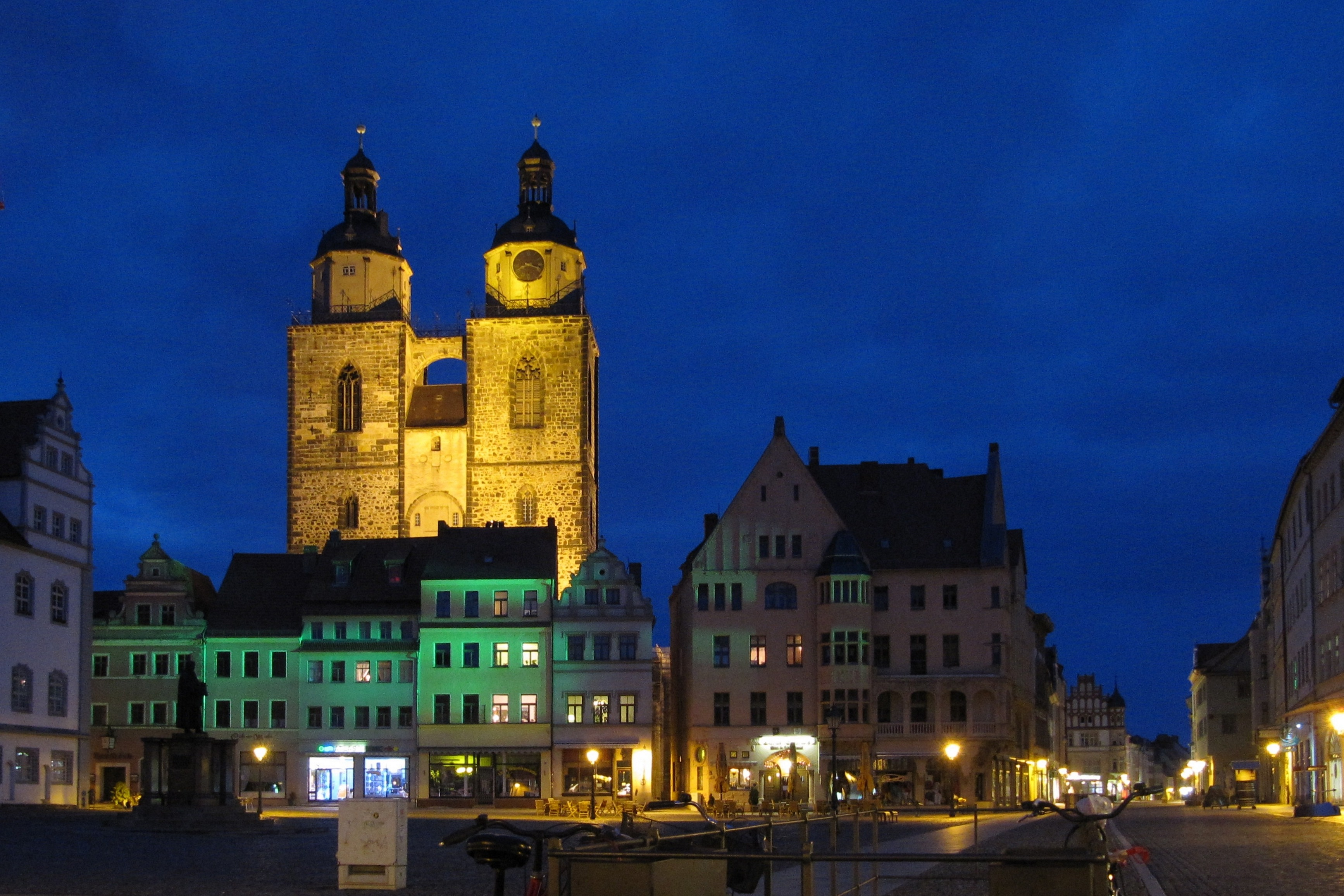
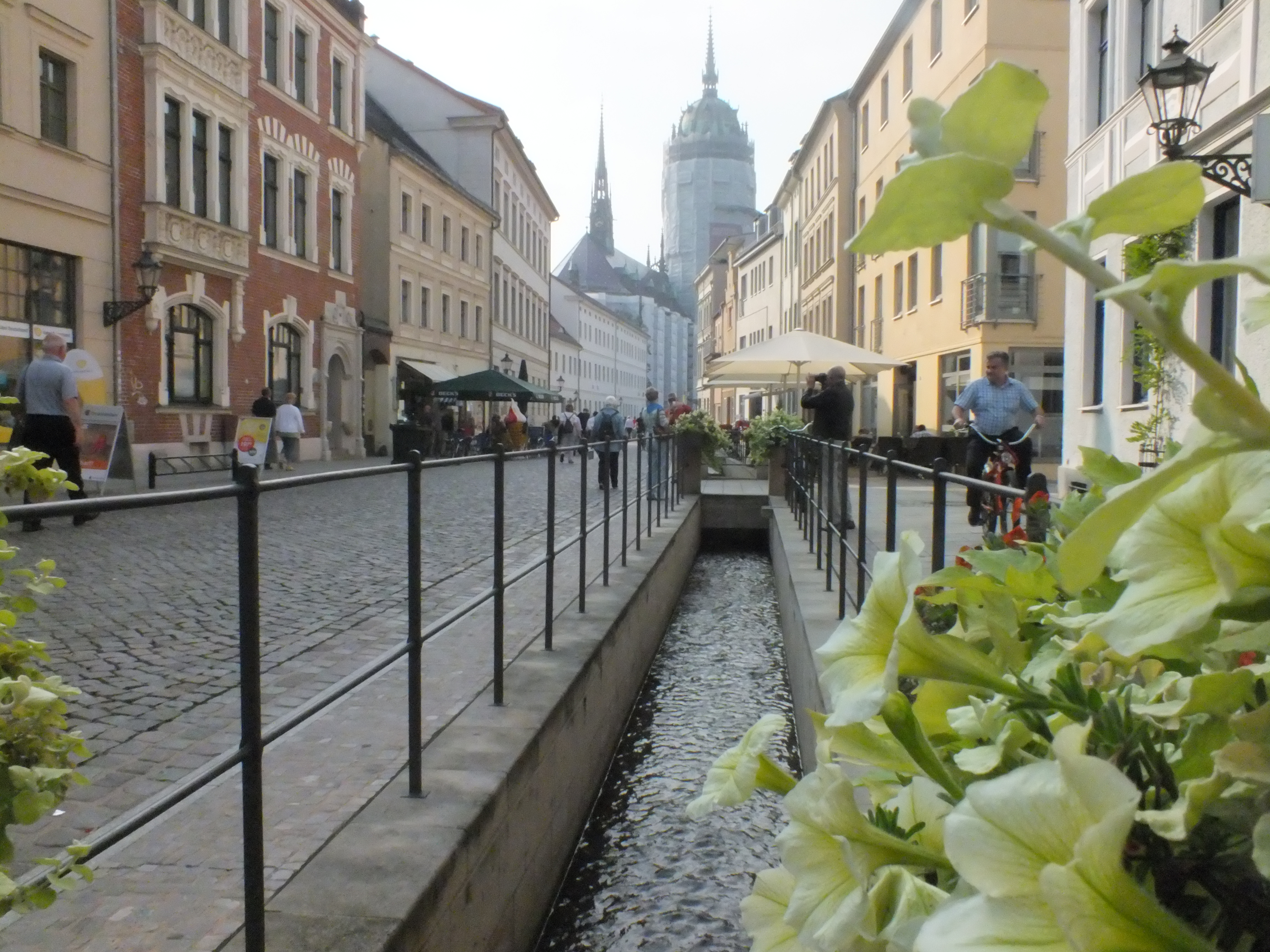
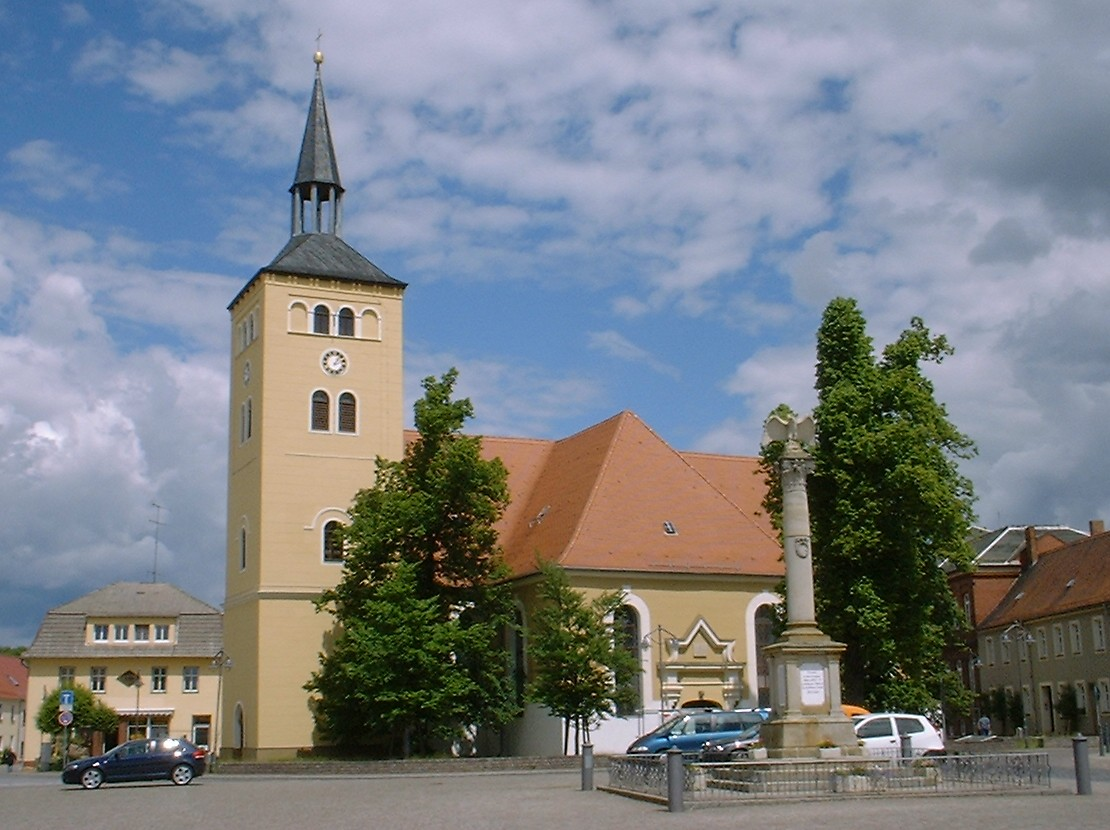
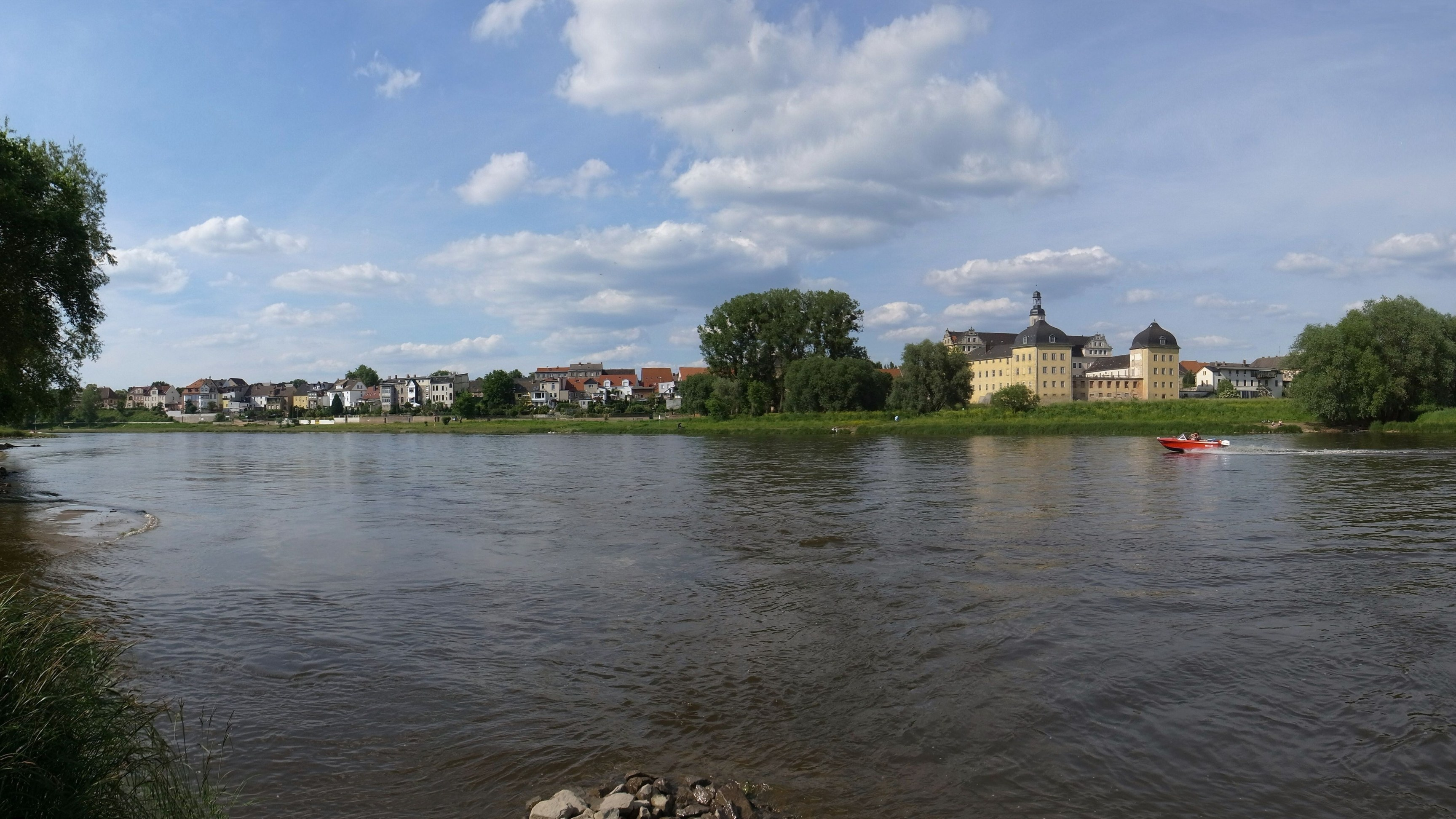
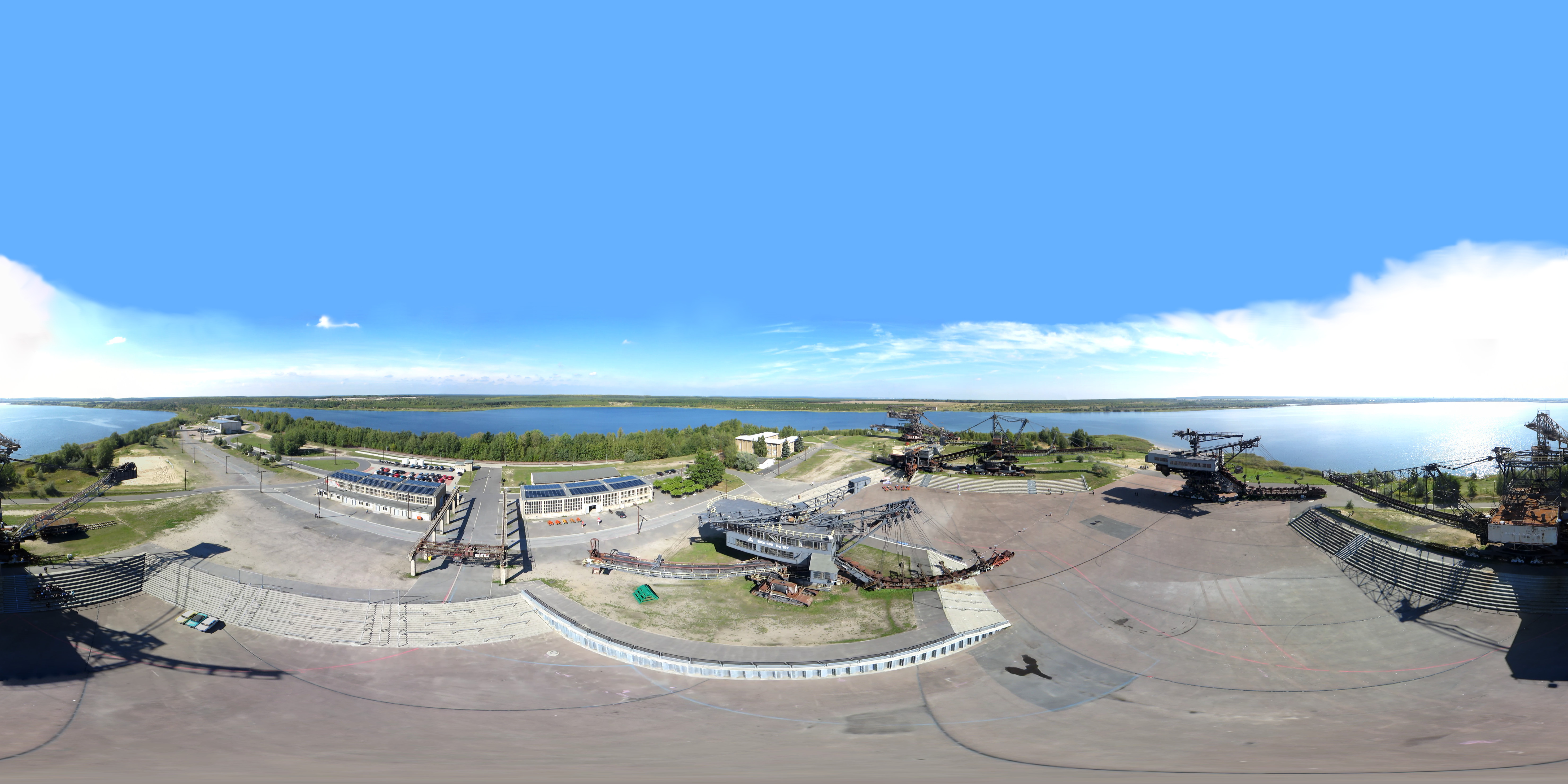
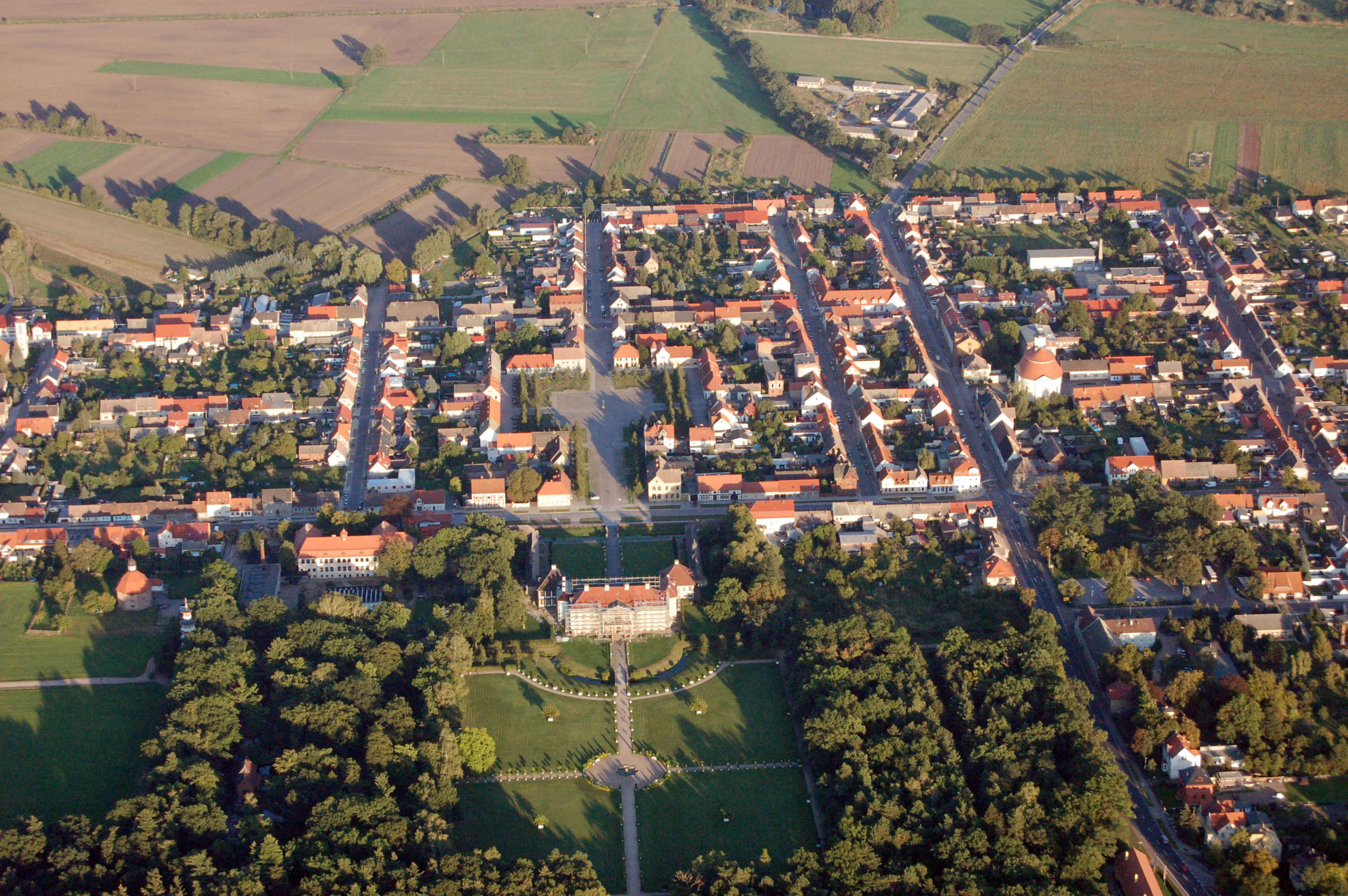
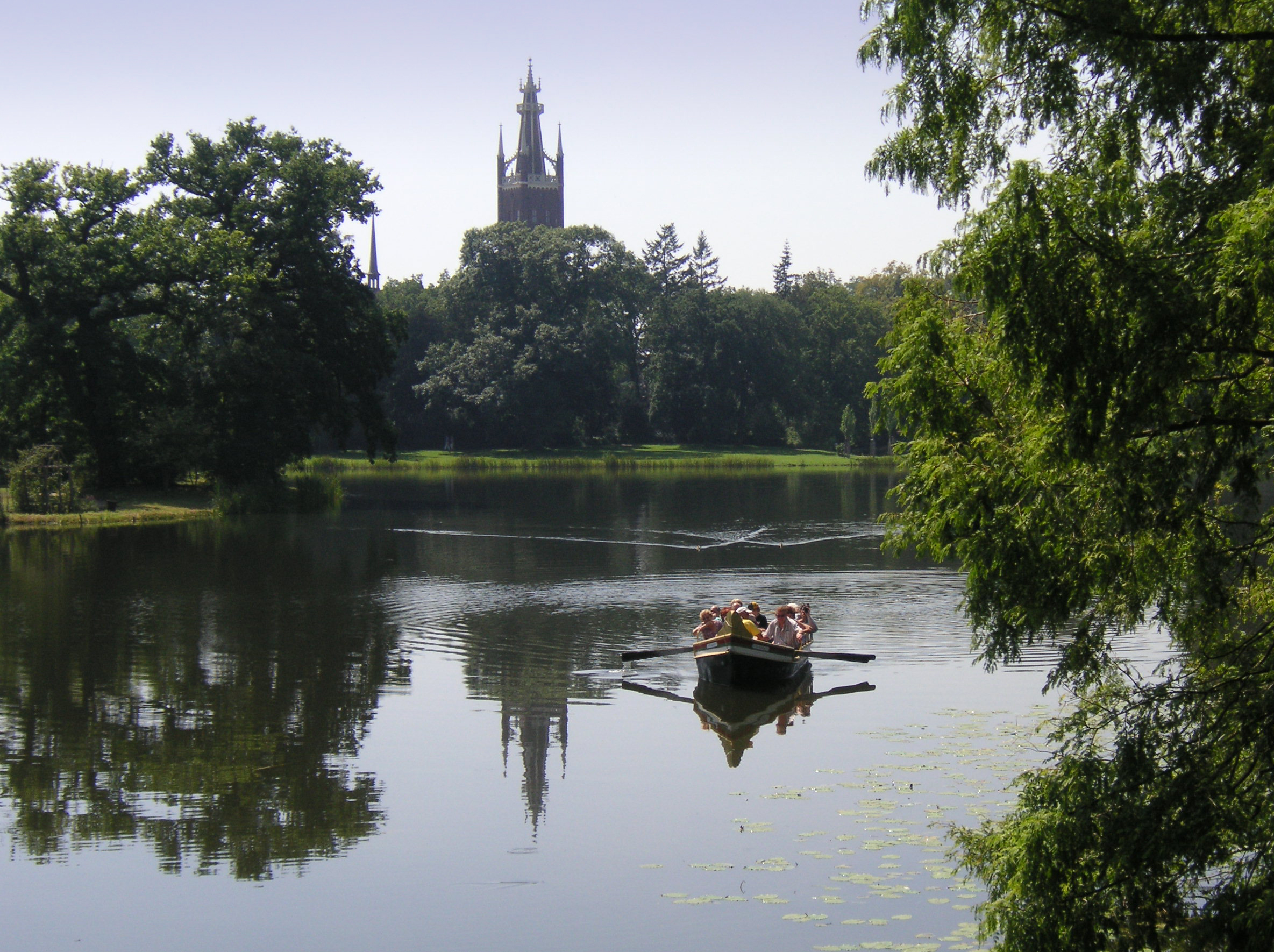

## شهرک‌ها و شهرداری‌ها
The district of Wittenberg consists of the following towns:
1. آنابورگ
2. باد اشمیدبرگ
3. کسویگ
4. گرفنهاینیشن
5. یسن
6. کمبرگ
7. ارانینباوم-وورلیتس
8. ویتنبرگ
9. تسانا-لشتر

After the resolution of ۶ اکتبر ۲۰۰۵، as part of municipal reform, the (then) 27 towns and municipalities of the former Verwaltungsgemeinschaften of Coswig and Wörlitzer Winkel, formerly in the آنهالت-تسربشت district, were assigned to Wittenberg district on ۱ ژوئیه ۲۰۰۷.